# Republikanische Wehr
Republikanische Wehr („Republikánská obrana“) byla československá polovojenská organizace německých antifašistů, do poloviny 30. let označovaná jako Rote Wehr („Rudá obrana“). V září 1938 příslušníci RW bojovali v československém pohraničí proti sudetoněmeckým povstalcům.

## Historie
Organizace Rote Wehr vznikla jako uniformovaná pořádková jednotka německé sociálně demokratické strany, jejíž první oddíl vznikl v říjnu 1926 v Hostinném. Navzdory legislativnímu zákazu budování polovojenských stranických jednotek se Rote Wehr postupně etablovala a úřady ji tolerovaly jako opozici protistátních bojůvek.
Označení Republikanische Wehr se začalo používat v roce 1935, oficiálně pak od roku 1937, kdy se československé orgány rozhodly v rámci akce „Věrnost za věrnost“ vydat německým antifašistům zbraně. Slavnostní přísaha věrnosti Republikanische Wehr Československé republice proběhla 3. července 1938. V průběhu září se příslušníci RW střetávali s henleinovci a pomáhali udržovat pořádek. Po vypuknutí Sudetoněmeckého povstání a vyhlášení všeobecné mobilizace působila Republikanische Wehr spolu s jednotkami Stráže obrany státu nebo plnila samostatné úkoly.
V boji s Freikorpsem několik členů RW padlo. Někteří však podlehli výhrůžkám nebo propagandě a dezertovali. Po vyhnání Čechů ze Sudet v roce 1938 museli z pohraničí odejít také němečtí sociální demokraté a další antifašisté, ale československé úřady údajně vrátily do Německa asi 20 tisíc uprchlíků, z nichž zhruba polovina skončila v koncentračních táborech. Republikanische Wehr byla definitivně zrušena po okupaci a její členové byli spolu s Němci, kteří uposlechli výzvy k mobilizaci, vystaveni perzekucím nacistického režimu.

## Organizace, výstroj a výzbroj

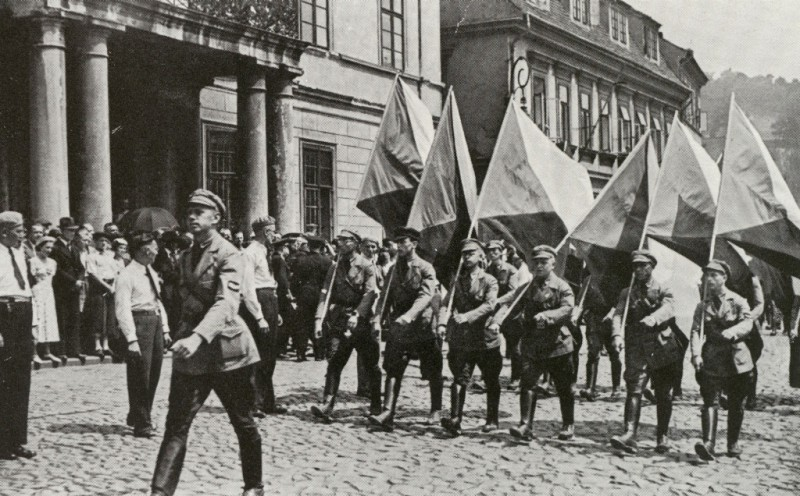
Pochod Republikanische Wehr

Rote Wehr byla řízena německým sociálně demokratickým politickým vedením, kterému podléhaly Gruppe v čele s Gruppenführerem. Jedna Gruppe se skládala ze tří jednotek označovaných jako Zehnerschaft. Ty byly vedeny Zehnerschaftführerem a tvořeny celkem deseti příslušníky, tzv. Ordnery.
Typická uniforma Ordnerů sestávala ze světle hnědé čepice, košile modré barvy s červenou kravatou a modrých nebo černých kalhot s opaskem, případně též světle hnědého kabátu. Ženské příslušnice RW nosily blůzy a sukně v odpovídajících barvách. Hodnosti byly rozlišeny rukávovým štítkem se stříbrnými proužky, na velitelských uniformách byly také červeně lemované nárameníky modré barvy.
K vojenskému výcviku byly u RW využívány vzduchovky, na podzim 1938 měly být používány také zbraně dodané československou armádou.